# Teplán István
Teplán István (Magyarkeszi, 1932. szeptember 4. –) Széchenyi-díjas magyar kémikus, biokémikus, a Magyar Tudományos Akadémia rendes tagja. Kutatási területe a fiziológiailag (élettanilag) aktív peptidek. Bevezette Magyarországon a szilárdfázisú peptidszintézist. 1994 és 1996 között az MTA megbízott főtitkárhelyettese.

## Életpályája
1952-ben kezdte meg egyetemi tanulmányait az Eötvös Loránd Tudományegyetem Természettudományi Kar vegyész szakán. Itt szerzett vegyészdiplomát 1957-ben. Ennek megszerzése után a Gyógyszerkutató Intézetnél kapott állást, tudományos munkatársi beosztásban. 1959-ben átkerült az Izotóp Intézetbe (1967-től MTA Izotóp Intézet, ma részben a Központi Fizikai Kutatóintézethez tartozik), ahol szintén tudományos munkatársi beosztásban kezdett el dolgozni, később főmunkatárs lett. Itt 1971-ig dolgozott, ezt követően egy évig a Rockefeller Egyetemen volt tanulmányúton, ahol Robert Bruce Merrifield Nobel-díjas kémikus mellett kutatott, valamint évtizedeken keresztül működött együtt a szintén Nobel-díjas Andrew Schally professzorral. Hazatérése után kinevezték az MTA Peptid-Biokémiai Kutatócsoportjának vezetőjévé (később a SOTE I. számú Kémiai-Biokémiai Intézetének része), illetve az MTA természettudományi főosztályának vezetőjévé. Mindkét tisztségét harminc évig, 2003-ig töltötte be. Közben 1994 és 1996 között az akadémia megbízott főtitkár-helyettese volt. 1978-ban a Semmelweis Orvostudományi Egyetemen címzetes egyetemi tanári címet, 1988-ban az intézetben kutatóprofesszori megbízást kapott. 2003-ban az MTA elnöki tanácsadója lett.
1966-ban védte meg a kémiai tudományok kandidátusi, 1979-ben akadémiai doktori értekezését. Az MTA Biokémiai és Molekuláris Bizottságának, a Neurobiológiai Bizottságnak, valamint a Peptidkémiai Munkabizottságának lett tagja. 1987-ben megválasztották a Magyar Tudományos Akadémia levelező, 1995-ben pedig rendes tagjává. Később a Szociális Bizottságba is bekerült. Emellett az Amerikai, valamint az Európai Peptidkémiai Társaság tagja lett.

## Munkássága
Fő kutatási területe a fiziológiailag (élettanilag) aktív peptidek. Bevezette Magyarországon a szilárdfázisú peptidszintézist.
Jelentős eredményeket ért el a peptidek úgynevezett tríciumos jelzése terén, valamint a gonadotropin-kibocsátó hormon (GnRH) szerkezethatás-összefüggéseinek kutatása során előállított nagy hatású inhibitorokat és szuperaktív agonistákat. E területen több szabadalmat jegyeztetett be. Ezeket elsősorban az állatgyógyászatban és egyes szaporodásbiológiai problémák kezelésére alkalmazzák. Kutatásai során a GnRH-val kapcsolatban több fontos tulajdonságot, sajátosságot mutatott ki. Foglalkozik a növekedési hormonok bizonyos részeinek előállításával és antitumor hatású vegyületekkel. Szabadalmaztatott eljárást dolgozott ki a Multi Drug Resistance (MDR) ellenes kispeptidek kidolgozására.

## Díjai, elismerései
- Akadémiai Díj (1983)
- A Magyar Köztársasági Érdemrend középkeresztje (1996)
- Széchenyi-díj (2003)

## Főbb publikációi
- Gonadoliberinek szerepe, hatásmechanizmusa és alkalmazása a szaporodási folyamatokban (1991)
- Antitumor aktivitású peptidek (1999)